# Torsholma, Vallentuna kommun
Torsholma är en by ett par kilometer norr om Frösunda kyrka i Vallentuna kommun. Från småortsavgränsningen 2015 till 2023 avgränsade SCB för bebyggelsen i byn en småort.
I området återfinns åtminstone ett par gravfält och en offerkälla.